# Neverball
Neverball è un videogioco di abilità tridimensionale che si ispira alle meccaniche di gioco di Marble Madness e di Super Monkey Ball, creato nel 2006 da Robert Kooima.
È un software libero, distribuito sotto licenza GNU General Public License per Linux, FreeBSD, Windows, macOS, Sega Dreamcast e iOS, si adatta dunque a molti sistemi operativi, sono in fase di sviluppo le versioni per Android e Nokia N900.
Il motore grafico e quello fisico di Neverball sono utilizzati anche dal videogioco di minigolf Neverputt.

## Modalità di gioco
La versione 1.6.0, l'ultima distribuita, contiene 165 livelli ufficiali (oltre a 18 livelli nascosti), suddivisi in gruppi chiamati set.

Vengono inclusi nel gioco 7 set ufficiali (oltre a 1 set nascosto), che sono:
- Neverball Easy
- Neverball Medium
- Neverball Hard
- Tour de Force
- ReTour de Force
- Nevermanìa
- Tones Levels
- Neverball Elements (set nascosto)

Lo scopo del gioco è principalmente quello di portare a destinazione una pallina, evitando di farla precipitare nel vuoto e cercando di superare tutti gli ostacoli presenti. Per superare un livello è necessario raccogliere abbastanza punti facendo passare la pallina sopra le monete presenti nel gioco.

Ve ne sono tre tipi: gialle, che valgono un punto, rosse, che ne valgono cinque, e blu, che valgono dieci punti. Il motore fisico non prevede una "linea di terra" quindi tutto fluttua nell'aria. È quindi legittimo, in una mappa, posizionare oggetti in qualsiasi punto nello spazio.
Al contrario di altri giochi simili, il giocatore che utilizza il mouse non controlla direttamente la palla, ma il campo di gioco: piegandolo nelle varie direzioni la palla tenderà a muoversi per la forza di gravità. Il giocatore deve tenere conto dell'inerzia della pallina, evitando quindi movimenti troppo bruschi o inclinazioni troppo ripide. In realtà, l'uso della tastiera permette maggiore controllo della pallina poiché quest'ultima viene controllata direttamente permettendo così un movimento minore e più facilmente controllabile. A seconda del giocatore si può preferire indistintamente l'uno o l'altro.
Esiste anche la modalità Sfida che permette di sbloccare livelli bonus presenti nel set corrispondente, dove l'utente guadagna una vita (precisamente palla) ogni 100 punti e 1 punto equivale a una moneta gialla. Se si perde il livello (in caso di cadute, tempo scaduto ecc...) si perde una vita.
Per ogni set da 25 livelli incluso di default ci sono in genere 5 livelli bonus (oltre ai 20 regolari) ma non esiste alcun limite: un creatore di livelli può specificare quali livelli saranno quelli bonus.
Sono inoltre disponibili alcuni trucchi. Assicurarsi di aver attivato il blocco maiuscole e digitare nel menu principale:

Per vecchie versioni di NeverBall: "CHEAT" (senza le virgolette)

Per nuove versioni di NeverBall: "XYZYY" (senza le virgolette)

L'attivazione comporterà:
- La trasformazione della voce "Gioca" in "Imbroglia"
- La comparsa di un set nascosto, chiamato "Neverball Elements", dove sono contenute tutte le possibilità di personalizzazione dei livelli in NeverBall, che sono un aiuto per i creatori di livelli e un divertimento assicurato per i normali utenti
- La comparsa del percorso al file .SOL (vedere sezione Core) del livello selezionato durante la visualizzazione dei livelli dei set
- Lo sblocco di tutti i livelli disponibili in tutti i set (temporaneo, ma i livelli completati verranno comunque sbloccati permanentemente)
- La possibilità di completare un livello immediatamente premendo il tasto C mentre lo si sta giocando

Per disattivare la modalità "Imbroglia" è possibile premere il tasto di una lettera qualsiasi nel menu principale.

Naturalmente è immorale usare un trucco ma NeverBall è un gioco di abilità, non di avventura, quindi è giusto fornire la possibilità di giocare tutti i livelli. In ogni caso per i creatori di livelli, come sopracitato, può essere utile.

## Storia
Neverball è nato il 4 agosto 2004, sotto lo sviluppo di Robert Kooima. Lo stesso Kooima si assume il ruolo di mapper, developer e artista. Nelle prime versioni, prima della differenziazione fra set, Kooima aveva assegnato un numero di versione in base al numero di livelli. Successivamente al Neverball Team si è aggiunto Mehdi Yousfi-Monod, allora laureando in informatica all'università di Montpellier. A partire dalla versione 1.6.0 del gioco, sono disponibili i Rotating Objects e il gioco viene distribuito nativamente con delle traduzioni in italiano, in ungherese e in polacco.
Neverball utilizza GNU Gettext per la traduzione automatica del gioco. Quest'ultimo conta numerose traduzioni. Il gioco è stato tradotto nella lingua italiana a giugno 2011 (rendendo la traduzione disponibile come download separato) da Andrea Del Santo e Giacomo Frate. Come già sottolineato, per Windows e Linux in lingua italiana Neverball è distribuito automaticamente tradotto dalla release 1.6.
- Spagnolo: Miguel Diago
- Galiziano: Adrián Chaves Fernández
- Tedesco: Florial Priester, George Watcher
- Francese: Jean Privat, Mehdi Yousfi-Monod
- Italiano: Andrea Del Santo, Giacomo Frate
- Norvegese: Karl Ove Hufthammer
- Lettone: Jānis Rūcis
- Portoghese: Anonimo (kaito57)
- Finlandese: Pasi Kallinen
- Cinese (semplificato): Jie Luo
- Ungherese: Gergő Nagy

## La Community
Neverball è un gioco completamente community-driven. Da qualche anno esiste un forum ufficiale per la Comunità di Neverball. Esistono, come per Quake III Arena, numerosi livelli personalizzati riuniti in Set.
Nuncabola (che in spagnolo significa "Mai palla", proprio come "Never Ball") è una versione del gioco scritta in Java. Neverball è scritto interamente in C e usa openGL che limita l'uso del gioco sui PC, escludendo sistemi Embedded di vario tipo. Ora è disponibile una versione su Java attraverso Nuncabola, originariamente scritto da Florian Priester, traduttore tedesco, che, come già detto, è interamente scritto in Java AWT. Neverball è disponibile anche sotto il nome di Neverball ME per Android e iPhone.

## Core
NeverBall Replay (*.nbr) è un formato di file sviluppato da Robert Kooima, e distribuito con la licenza GNU General Public License, esattamente come Neverball e Neverputt. Un NeverBall Replay File è un insieme di istruzioni che consentono di riprodurre la partita salvata, e include un header di informazioni, che contiene il Reference al file SOL che contiene informazioni sulla mappa.
Solid Format File (*.sol) è il formato compilato, versione alleggerita dei file BSP di Quake III. Esso è un insieme statico di strutture geometriche ed entità del gioco. Come il NBR, è distribuito sotto GPL. Per ottenere Solid File, i file Mapcode (*.map) devono essere compilati con Map Compiler (mapc), un'utility compresa in Neverball.

## Curiosità
- Il Livello II del Retour de force e il livello III del Tour de force sono piste di Super mario kart, più precisamente sono la ghost valley e la rainbow road.